# Welland (Worcestershire)
Pour les articles homonymes, voir Welland (homonymie).
Welland est une paroisse civile et un village du Worcestershire, en Angleterre.